# Nova Xavantina
Nova Xavantina este un oraș în Mato Grosso (MT), Brazilia.